# Petite Maman (film, 2021)
Pour plus de détails, voir Fiche technique et Distribution.
Petite Maman est un film français réalisé par Céline Sciamma et sorti en 2021.
Le film est présenté en avant-première à la Berlinale 2021.

## Synopsis
Après la mort de sa grand-mère, Nelly, âgée de huit ans, part avec ses parents vider la maison d’enfance de sa mère Marion. Dans les bois des alentours, Nelly rencontre une autre petite fille qui construit une cabane. Cette fille a son âge et s’appelle Marion.

## Fiche technique
Sauf indication contraire, les informations mentionnées dans cette section peuvent être confirmées par les bases de données cinématographiques IMDb et Allociné,  présentes dans la section « Liens externes ».
- Titre original : Petite Maman
- Réalisation et scénario : Céline Sciamma
- Musique : Jean-Baptiste de Laubier
- Photographie : Claire Mathon
- Montage : Julien Lacheray
- Décors : Lionel Brison
- Costumes : Céline Sciamma
- Production : Bénédicte Couvreur
- Sociétés de production : Lilies Films ; avec la participation de France 3 Cinéma, la région Île-de-France, Canal+, France Télévisions et Ciné+
- Société de distribution : Pyramide Distribution (France)
- Pays de production :  France
- Langue originale : français
- Genre : drame et fantastique
- Budget : 2,8 millions d'euros
- Durée : 72 minutes
- Dates de sortie :
  - Allemagne : 3 mars 2021 (Berlinale - diffusion en ligne)
  - France : 2 juin 2021

## Distribution
- Joséphine Sanz : Nelly
- Gabrielle Sanz : Marion
- Nina Meurisse : la mère
- Margot Abascal : la grand-mère
- Stéphane Varupenne : le père
- Florès Cardo : la dame de la maison de retraite 1
- Schuller Josée : la dame de la maison de retraite 2
- Guylène Péan : la dame de la maison de retraite 3
- Hossein Rahmani Manesh
- Masoud Tosifyan

## Accueil
Après sa présentation dans le cadre du festival de Berlin (le film n'est montré qu'en ligne aux personnes accréditées), l'accueil critique est enthousiaste : Elisabeth Franck-Dumas évoque pour Libération un « nouveau Sciamma emballant » qui a « ses chances au palmarès », Frédéric Strauss s'emballe dans Télérama pour cet « étonnant et admirable film qui parle de tristesse, de consolation, de séparation et de réunion, avec beaucoup de pudeur et avec autant de passion » et Yannick Vély de Paris Match voit cet opus comme « peut-être [le] plus beau film [de Céline Sciamma] depuis Tomboy ».
L'accueil est tout aussi dithyrambique dans la presse internationale. Par exemple, Todd McCarthy salue pour le magazine Deadline « une création étonnamment originale et vivante qui offre des observations fines et des notes de grâce inattendues ». Peter Bradshaw parle dans The Guardian d'un film « superbe - un joyau du festival de Berlin de cette année » et David Ehrlich chez Indiewire présente le film comme « la chose à la fois la plus ordinaire et la plus enchantée que Sciamma ait faite jusqu'à présent, un petit bout de film sage et délicat ». Globalement, le site Rotten Tomatoes recense 100% de critiques positives en mars 2021.
Petite Maman fait partie des films favoris de l'année 2022 de Barack Obama.

## Distinctions

### Nomination et sélection
- Berlinale 2021 : sélection en compétition
- BAFA 2022 : nomination au meilleur film en langue étrangère
- Spirit awards 2022 : Nomination meilleur film en langue étrangère